# 九十九湾

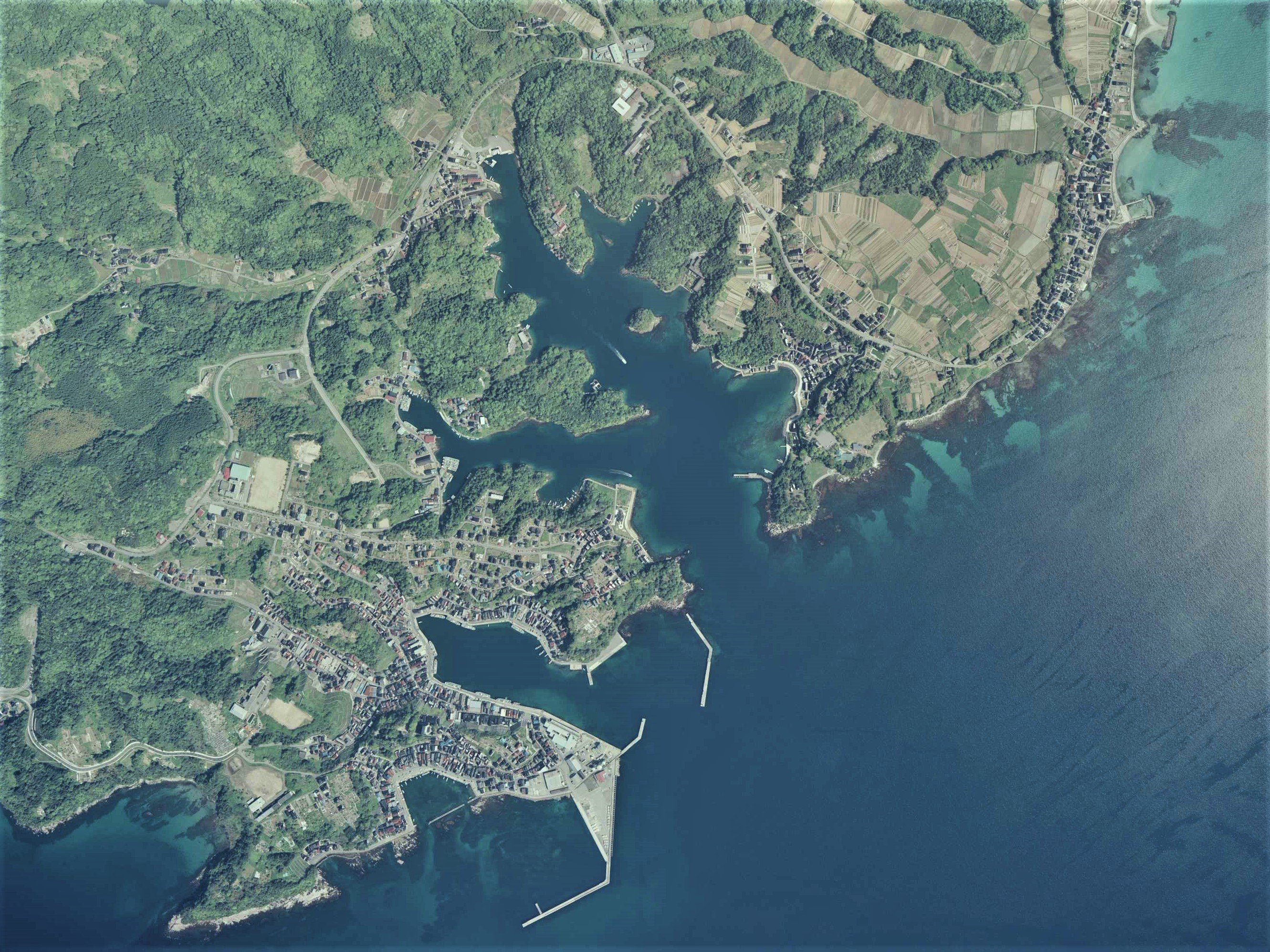
九十九湾周辺の空中写真。画像中央の上方（北方）へ切れ込む入江が九十九湾。左下（南西）の港は小木港。。

九十九湾（つくもわん）は、石川県鳳珠郡能登町にある湾。日本海に面する能登半島の北東部内浦側に位置し、周辺はリアス式海岸となっている。

## 名称
リアス式海岸で地形が入り組んでおり、多数の入り江があることから九十九湾の名が付いた。複雑な地形に加え、湾の中にある蓬莱島は高くそびえた岩峰にスダジイが高く繁茂しており、縦長で仙島のような風格を持つ。

## 能登小木港

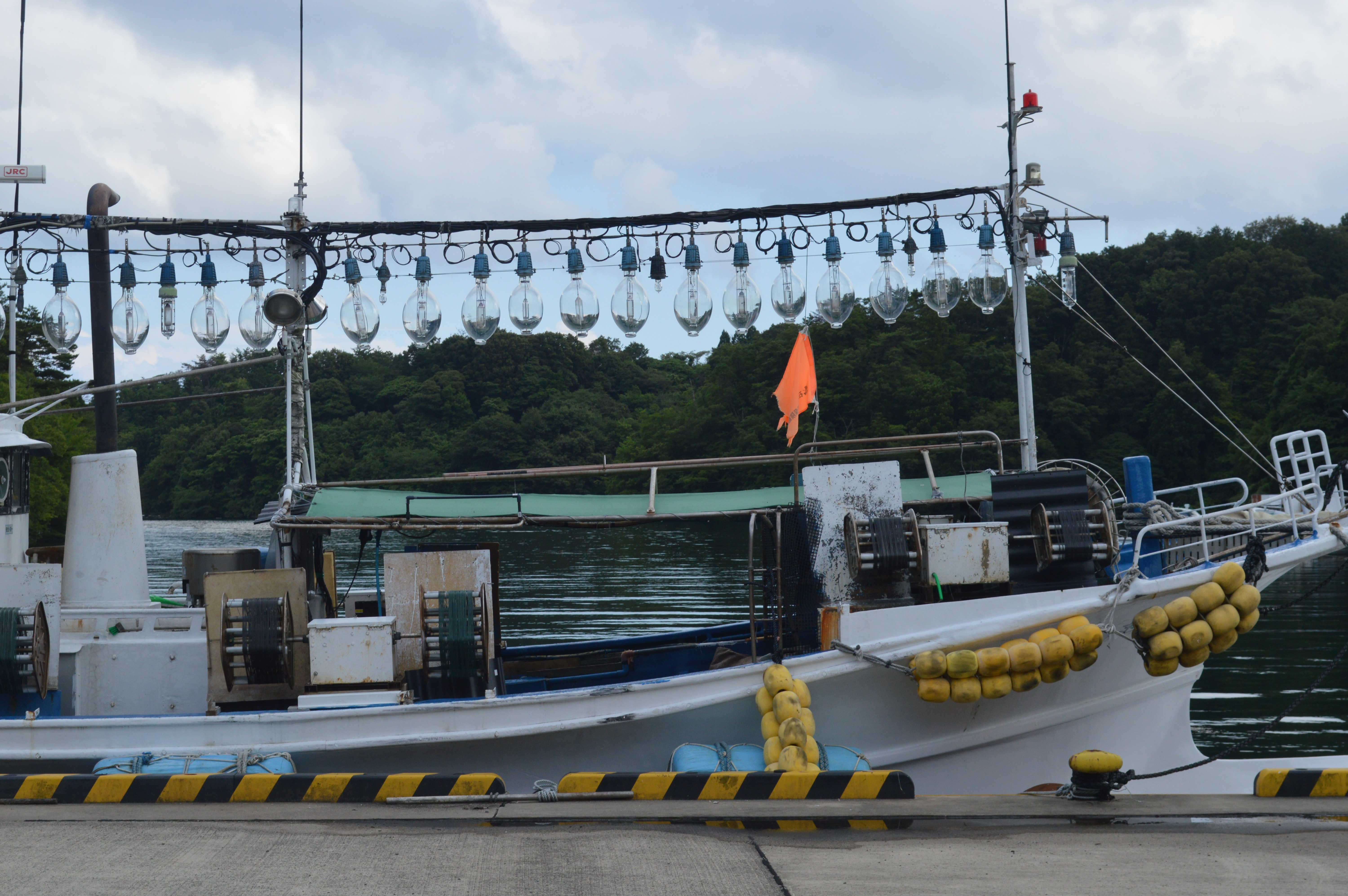
イカ釣り漁船

九十九湾は波が極めて穏やかな天然の良港で、入江の奥部に能登小木港（小木港）が形成された。のちに南部の御舟岬堆を爆破して埋め立て、港湾を拡張している。大正時代より大規模なイカ釣りの船団を有しており、北海道の函館港、青森県の八戸港と並び、スルメイカの日本3大漁港となっている。北海道函館市の記録によれば、小木地区の漁船は津軽海峡でのイカ漁にも参加しており、1951年（昭和26年）に函館港を根拠地とするイカ釣り漁船の許可隻数のうち、小木地区の漁船は45隻を数えた。
1952年、日本海中部においてサケ・マス漁業が始まり、北洋サケ・マス、日本海マス、船凍イカ釣りと漁船の大型化が進んだのを受け、新しい港が整備された。港は石川県が管理している。

## 観光
1927年（昭和2年）、九十九湾は日本百景に選定された。
「のと海洋ふれあいセンター」は海の自然に関する調査研究と普及啓発を行う施設であり、同種の施設としては全国に先駆けて開館した。タッチプールでの生物とのふれあい体験、シュノーケリング体験、貝殻クラフト制作体験、塩づくり体験などを提供している。
観光時期には湾内を周遊する遊覧船「イカす丸」が運航している。

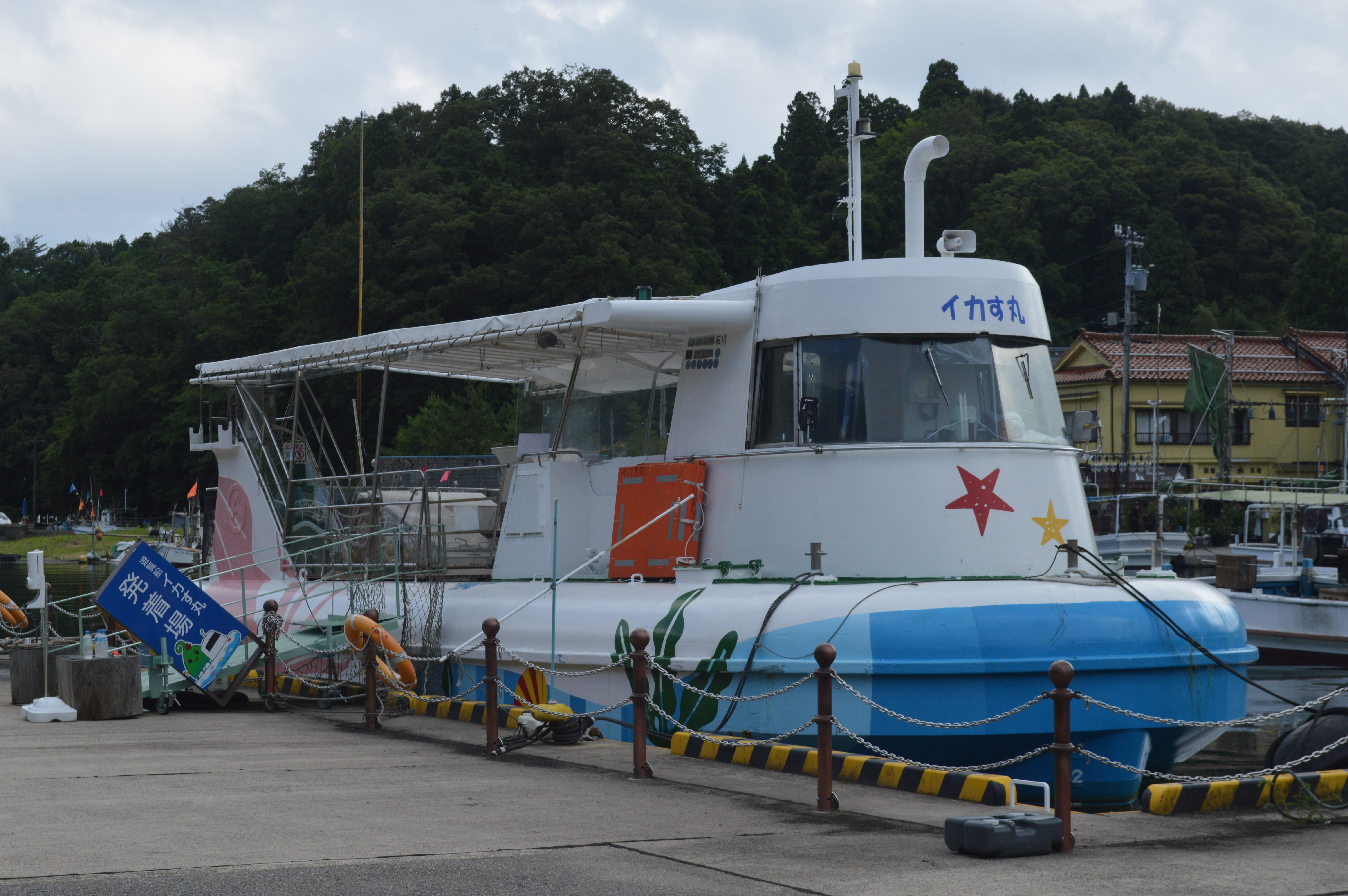
イカす丸
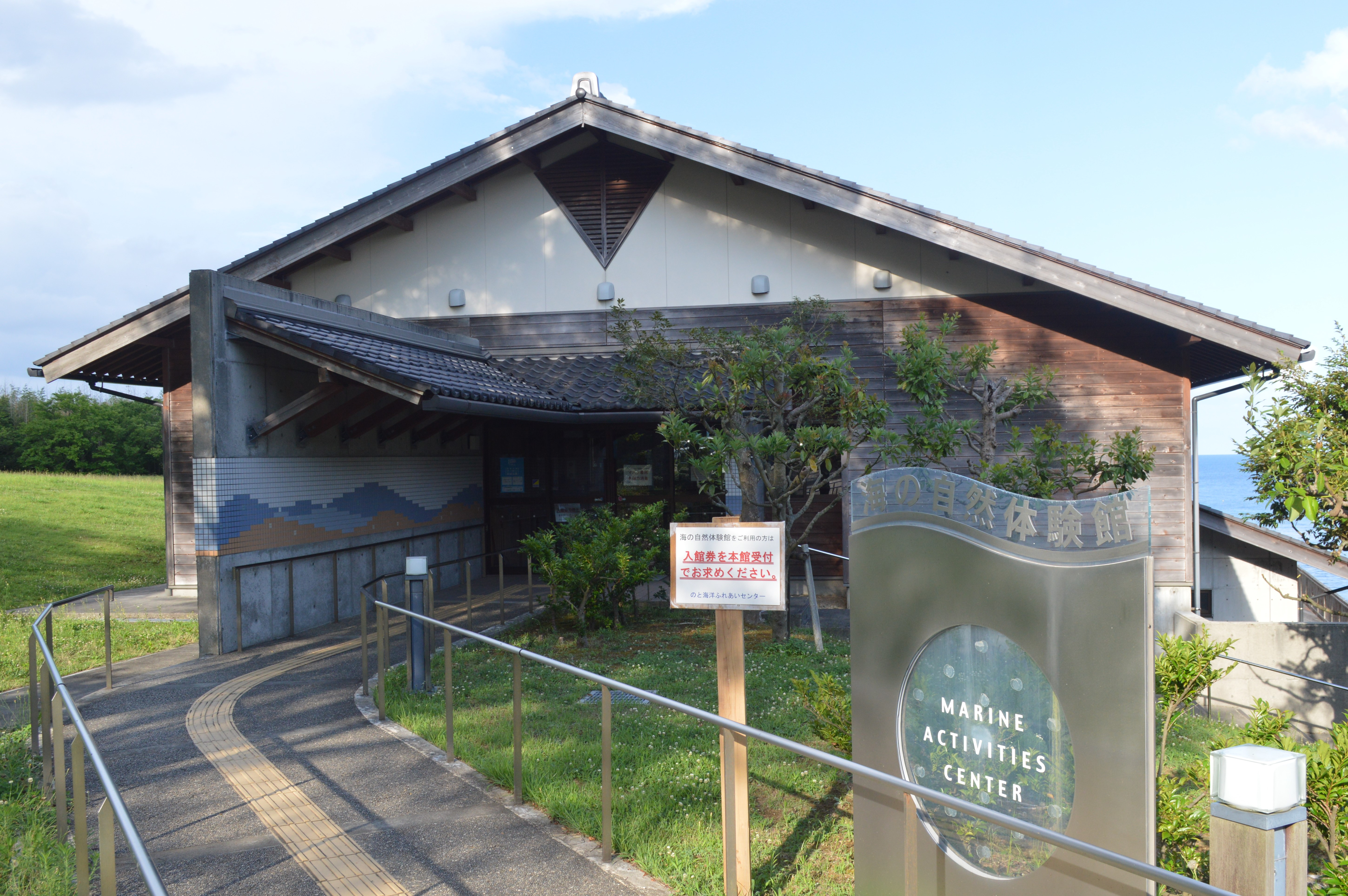
のと海洋ふれあいセンター
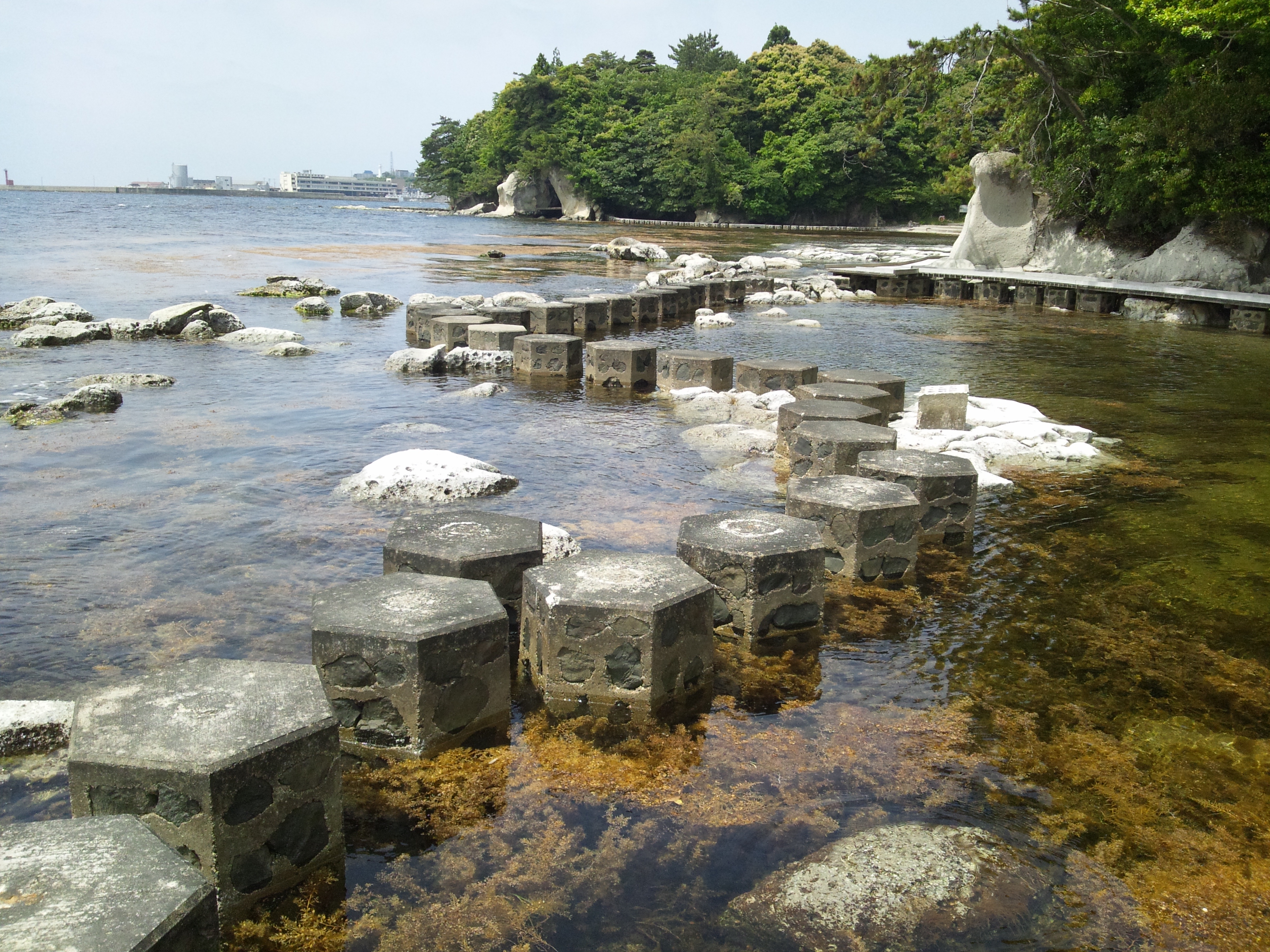
九十九湾園地

## 施設

### イカの駅つくモール
能登小木港のイカ漁とともに観光PRが企図され、能登町は2015年（平成27年）に観光施設の整備を開始した。2020年（令和2年）6月20日、観光物産施設「のと九十九湾観光交流センター」（愛称「イカの駅つくモール」）として開業した。

#### イカキング
2021年、イカの駅つくモールにイカの巨大モニュメントが設置された。新型コロナウイルス対策の臨時交付金8億円のうち2500万円を充てて制作されたもので、感染症終息後の観光振興を狙ったものである。同年6月16日に公募により「イカキング」と命名、同年6月20日に案内板が設置された。

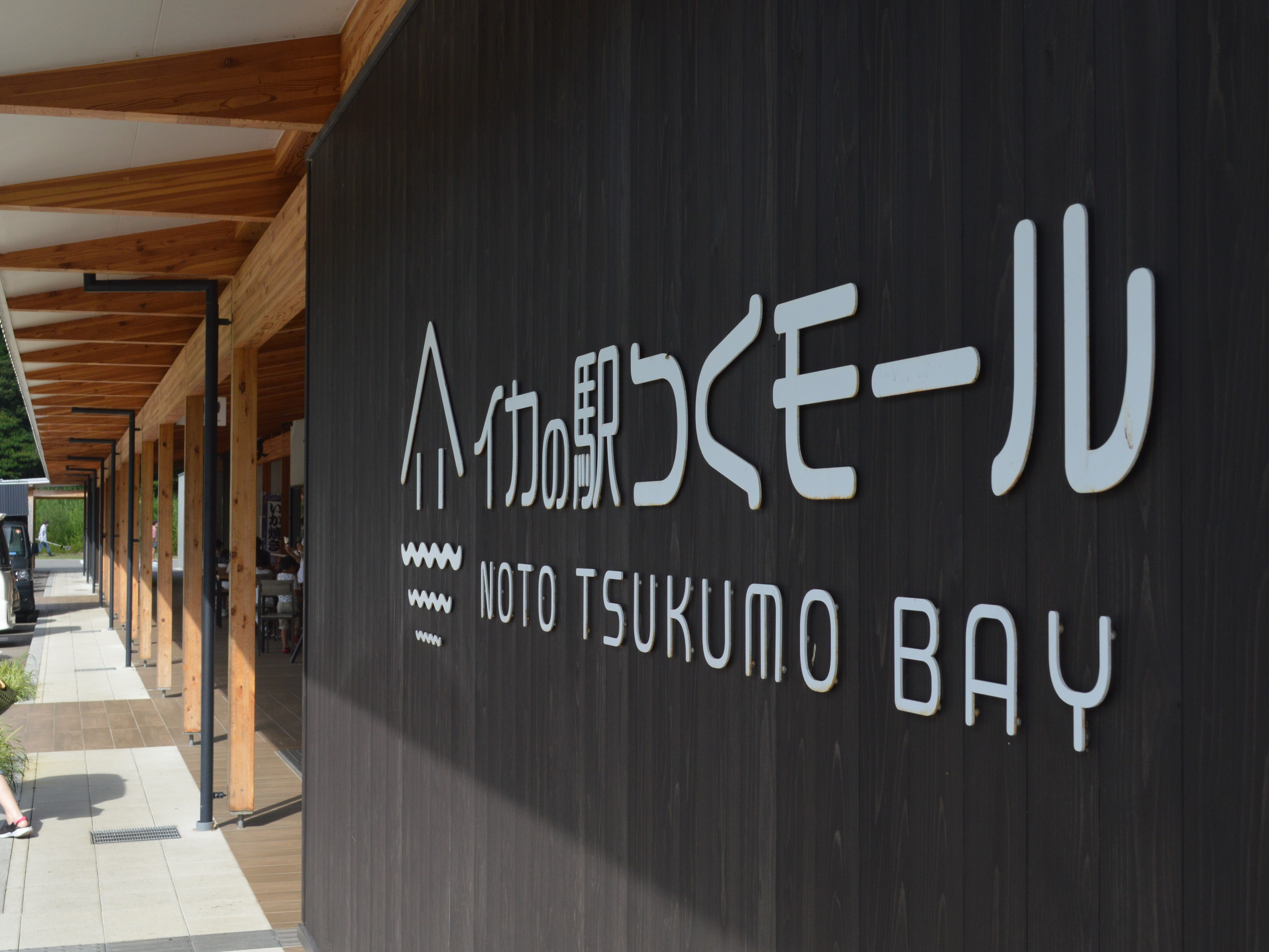
イカの駅つくモール
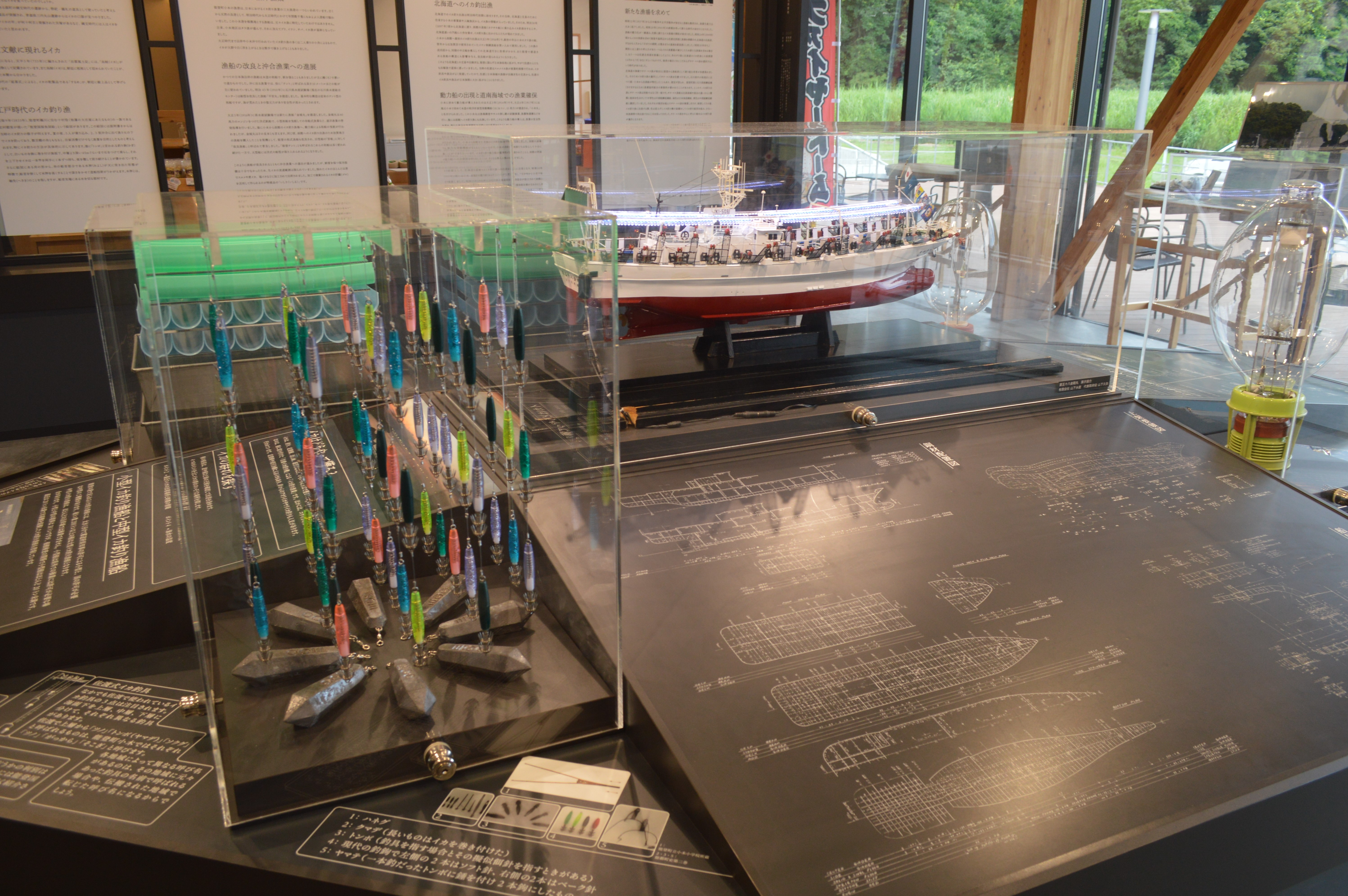
能登小木港とイカ漁の歴史の展示
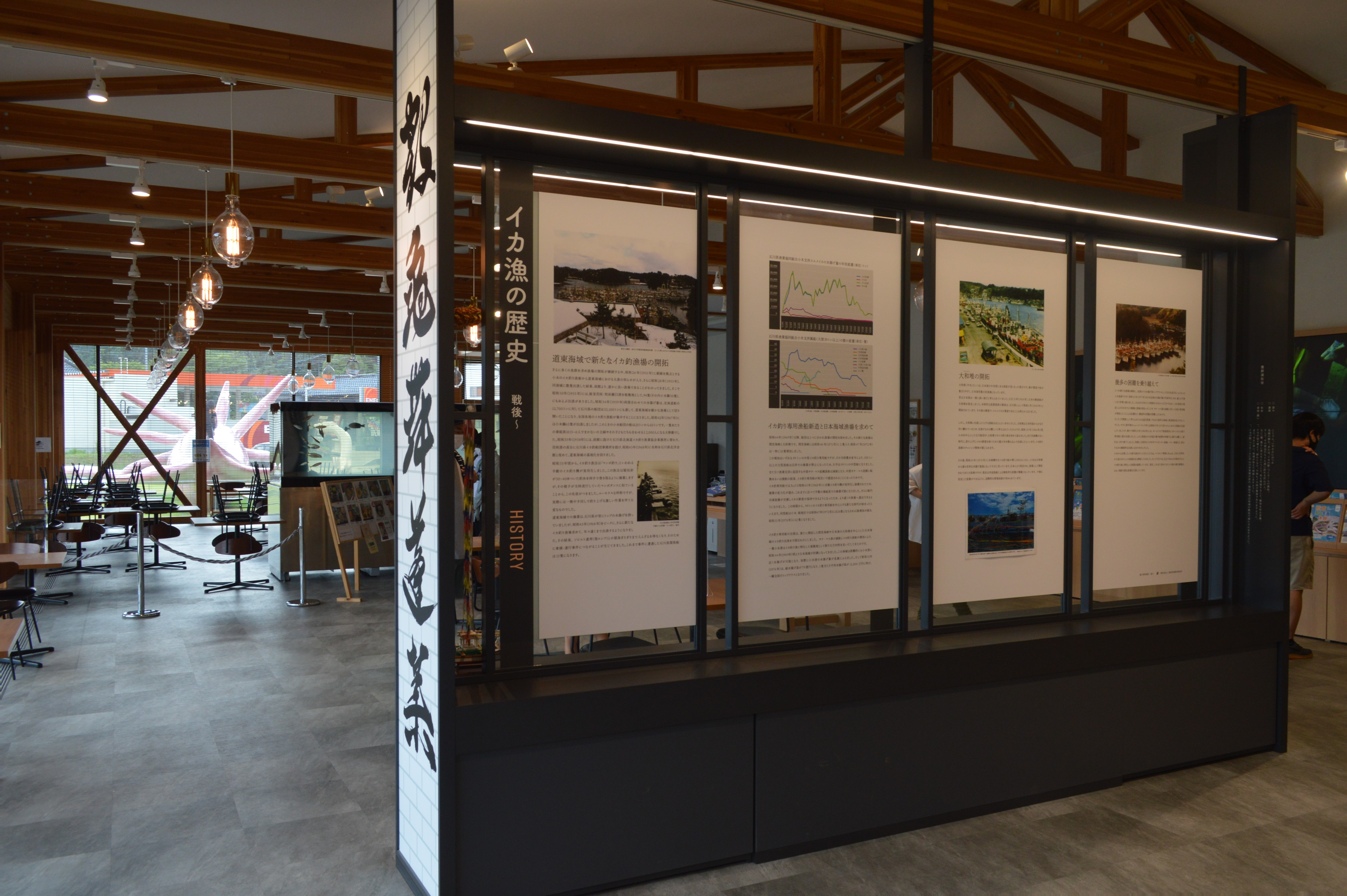
能登小木港とイカ漁の歴史の展示
イカの駅つくモールに設置されたイカキング

## 交通アクセス
- 能越自動車道のと里山空港ICから車で約45分[11]。

かつてはのと鉄道能登線が走っており、九十九湾の最寄駅として九十九湾小木駅があったが、能登線の廃線とともに2005年4月1日で廃止された。